# ARToolKit
ARToolKit је библиотека отвореног кода која служи за креирање снажних апликација у проширеној стварности које преклапају виртуелне слике са стварним светом. Може се пронаћи на GitHub-u. ARToolKit је веома широко коришћена библиотека за праћење АR са преко 160.000 преузимања у последњем јавном издању 2004.
Како би креирао проширену стварност ARToolKit користи могућности видео праћења које рачуна стварну позицију камере и њену орјентацију у односу на квадратне маркере или природних карактеристика у реалном времену. Када се открије стварна позиција камере, виртуелна камера се може поставити на истој тачки док 3D компјутерски графички модели цртају тачно преклапајући релани маркер. Дакле, ARToolKit решава два кључна проблема у проширеној стварности; праћење тачке гледишта и интеракција виртуелних објеката
ARToolKit је првобитно развијен од Hirokazu Kato са Нара института за науку и технологију (Nara Institute of Science and Technology) 1999. године, а касније издат од стране ХИТ Лаб Универзитета у Вашингтону. Године 2001. ARToolWorks је укључен, а верзија 1.0 отвореног кода ARToolKit-а је објављена преко ХИТ Лаб-а. ARToolKit је био један од првих АР SDK-оvа за мобилне уређаје, који је први пут виђен на Symbian-u 2005. године, затим на iOS-u са iPhone-om 3G 2008. и коначно на Androidu већ 2010. са професионалном верзијом од стране ARToolWorks-а касније 2011.
ARToolKit је купио DAQRI и поново је објавио отворени код почевши од верзије 5.2 13. маја 2015. године, укључујући све функције које су раније биле доступне само у верзији са професионалним лиценцама. Међу овим функцијама су мобилна подршка и праћење природних карактеристика.
ARToolKitPlus (понекад написан „ARToolKit+“) је намењен да буде наследник ARToolKit библиотеке која је оптимизована за мобилне уређаје. ARToolKit је написан у C програмском језику; ARToolKit+ је касније пренет на C++ да би се олакшао одржавање и има нови API заснован на класама (C++ програмски језик) који је намењен да буде лакши за коришћење.
Ben Vaughan и Phil Lamb, извршни директори CТО компаније ARToolWorks, креирали су artoolkitX како би осигурали да се софтвер развија и одржава и да заједница ARToolKit и даље буде подржана. artoolkitX је подржан од кинеске компаније Realmax Inc, која развија хардвер и софтвер за АR (проширену стварност).

## Карактеристике
- Једна камера или стерео-камера (праћење положаја/оријентације камере).
- Праћење једноставних црних квадрата (било који шаблон за квадратне маркере ).
- Праћење планарних слика (маркери природних карактеристика).
- Услужни програми за калибрацију камере, оптичку стерео калибрацију, генерисање квадратних маркера и генерисање маркера природних карактеристика.
- Додаци за Унити и ОпенСценеГрапх .
- Подршка за екран на оптичкој глави .
- Бесплатан софтвер отвореног кода .
- Довољно брзо за АР апликације у реалном времену.

## Оперативни системи
Тренутна верзија ARToolKit-а подржана је од стране Мајкрософт Виндоус, Мак ОС, Линукс, иОС и Андроид платформе. Друге верзије ARToolKit-а су такође пренете на Симбиан и Виндоус Фоун да би подржале мобилне АР апликације (апликације проширене стварности).
ARToolKit је такође доступан као додатак за Унити платформу, на пример за поравнавање виртуелне камере унутар Унити платформе са камером из стварног света у односу на маркер који пратимо као и бригу о комуникацији са камером. Додатак подржава Унити на ОС Кс, Унити на Виндовс, Унити на Андроиду и Унити на иОС-у